# Carl Buchheister
Carl Buchheister (Hannover, 17 ottobre 1890 – Hannover, 2 febbraio 1964) è stato un pittore tedesco.
Nacque ad Hannover, in Germania. Sebbene non fosse ufficialmente parte del movimento Bauhaus, Buchheister era un amico intimo di Wassily Kandinsky e parallelamente a molti degli obiettivi sociali e artistici della scuola del Bauhaus. Per quanto riguarda il costruttivismo, Buchheister era tipicamente più giocoso e improvvisatore dei suoi contemporanei, diventando interessato al movimento Dada dopo una collaborazione con Kurt Schwitters alla fine degli anni '20 che lo portò a incorporare materiali più vari come vetro acrilico, alluminio, legno. Morì ad Hannover nel 1964.